# Rhaphidophora megaphylla
Rhaphidophora megaphylla H.Li – gatunek wieloletnich, wiecznie zielonych pnączy z rodziny obrazkowatych, pochodzących z obszaru od środkowo-południowych Chin do Indochin, zasiedlających lasy deszczowe. Komórki tych roślin posiadają 60 chromosomów tworzących 30 par homologicznych.